# 1788年—1789年美國總統選舉
1788－1789年美國總統選舉是美利堅合眾國首次四年一度的總統選舉，從1788年的12月15日星期一進行到1789年的1月10日星期六。美國公民根據1787年9月17日新出爐的聯邦憲法參加的第一次總統選舉，也是唯一一場部分過程發生在不是4的倍數的年份的選舉。在這場選舉中，喬治·華盛頓被一致推選為第1任總統並於之後連任，而約翰·亞當斯成為第1任副總統。
在此之前，美國沒有最高行政人員 。在以前的邦聯條例制度下，以邦聯國會為首的國家政府，有一個儀式性的大陸會議總統和幾個行政部門，但沒有獨立的行政機構 。
美國憲法創設了選舉人團，各州的選舉人數依其在國會（參議院與眾議院）的席次而定，每個選舉人有2票，用以選出總統、副總統。有5個州是由民意機關推選，6個州是由選民推選，另2個州以其他方式產生。
極受愛戴的華盛頓基本上無人匹敵，產生爭議的是副總統人選。根據美國憲法第二條，每位選舉人投兩票，如果一個人獲得了大多數的選舉人票，便成為總統，而第二高票則成為副總統。69位選舉人都把其中一票投給華盛頓；他們的另一票投給11位其他的候選人，約翰·亞當斯得票最多，成為副總統。1804年通過的美國憲法第十二修正案，將改變這種程序，它規定每位選舉人對總統和副總統分開投票。

## 候選人
在1788－1789年的總統選舉中還沒有組織起來的政黨，但政治輿論松散地分為兩派，一派是較為強烈和熱情地贊成批准憲法的人，稱為聯邦主義者或世界主義者；另一派是反聯邦主義者或地方主義者，他們只是較為勉強、懷疑或有條件地支持憲法，或直接反對批准憲法。兩派都支持華盛頓當總統。在可能影響公眾意見的州和地方，出現了有限的原始政治競選活動。例如，在馬里蘭州，一個有全州普選的州，非官方政黨在當地進行競選活動，做廣告。
華盛頓的巨大聲望，使得第一任總統的人選只是技術問題。真正的比賽是副總統選舉，由九位在美國不同領域的突出人士參選。然而，因為憲法禁止總統和副總統分開投票，技術上所有候選人連同華盛頓都是總統候選人。

### 無黨籍候選人
- 喬治·華盛頓，前大陸軍統帥，維吉尼亞州出身。

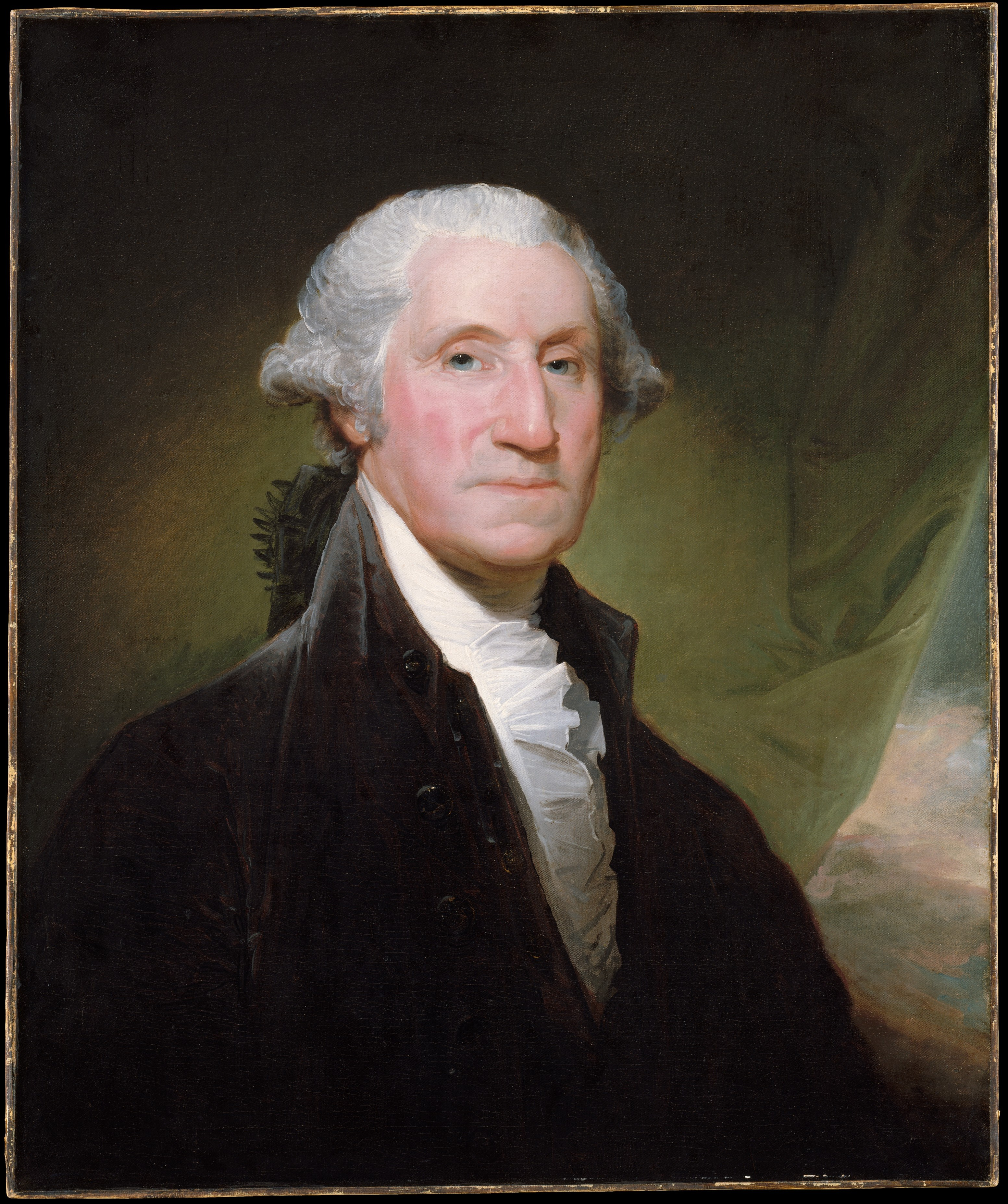
喬治·華盛頓

### 聯邦黨人候選人
- 約翰·亞當斯，前駐英國大使，麻薩諸塞州出身。
- 約翰·傑伊，美國外事局局長，紐約出身。
- 約翰·拉特利奇，南卡羅來納州前州長。
- 約翰·漢考克，麻薩諸塞州州長。
- 塞繆爾·亨廷頓，康乃狄克州州長。
- 班傑明·林肯，美國戰爭部部長，麻薩諸塞州出身。
- 愛德華·特爾費爾，喬治亞州前州長。

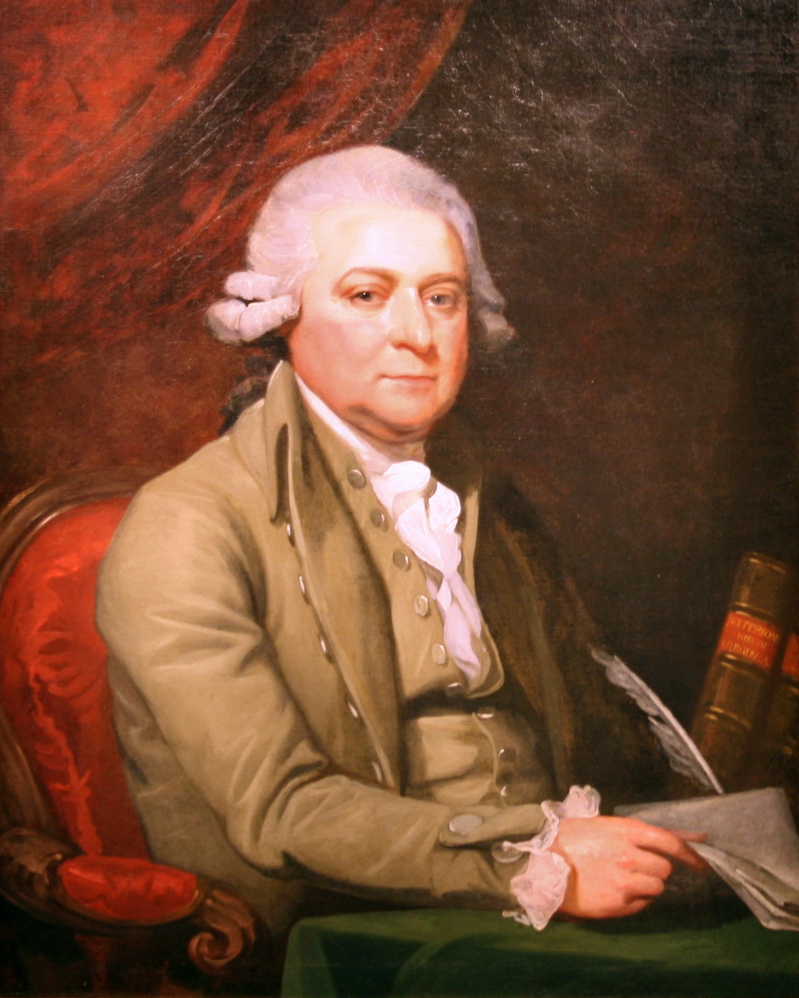
前 美国驻荷兰大使  约翰·亚当斯  来自 马萨诸塞州
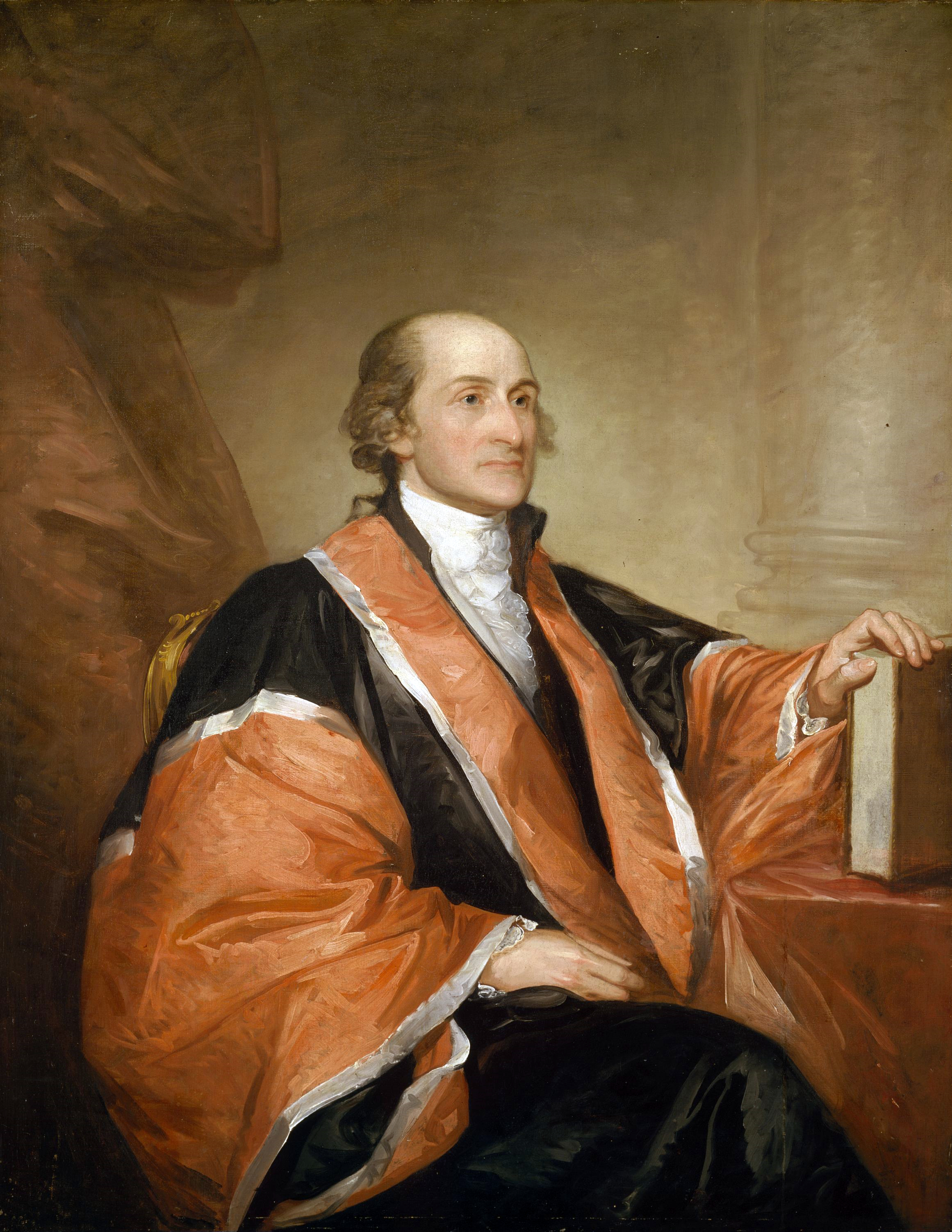
美国国务卿 约翰·杰伊  来自 纽约州
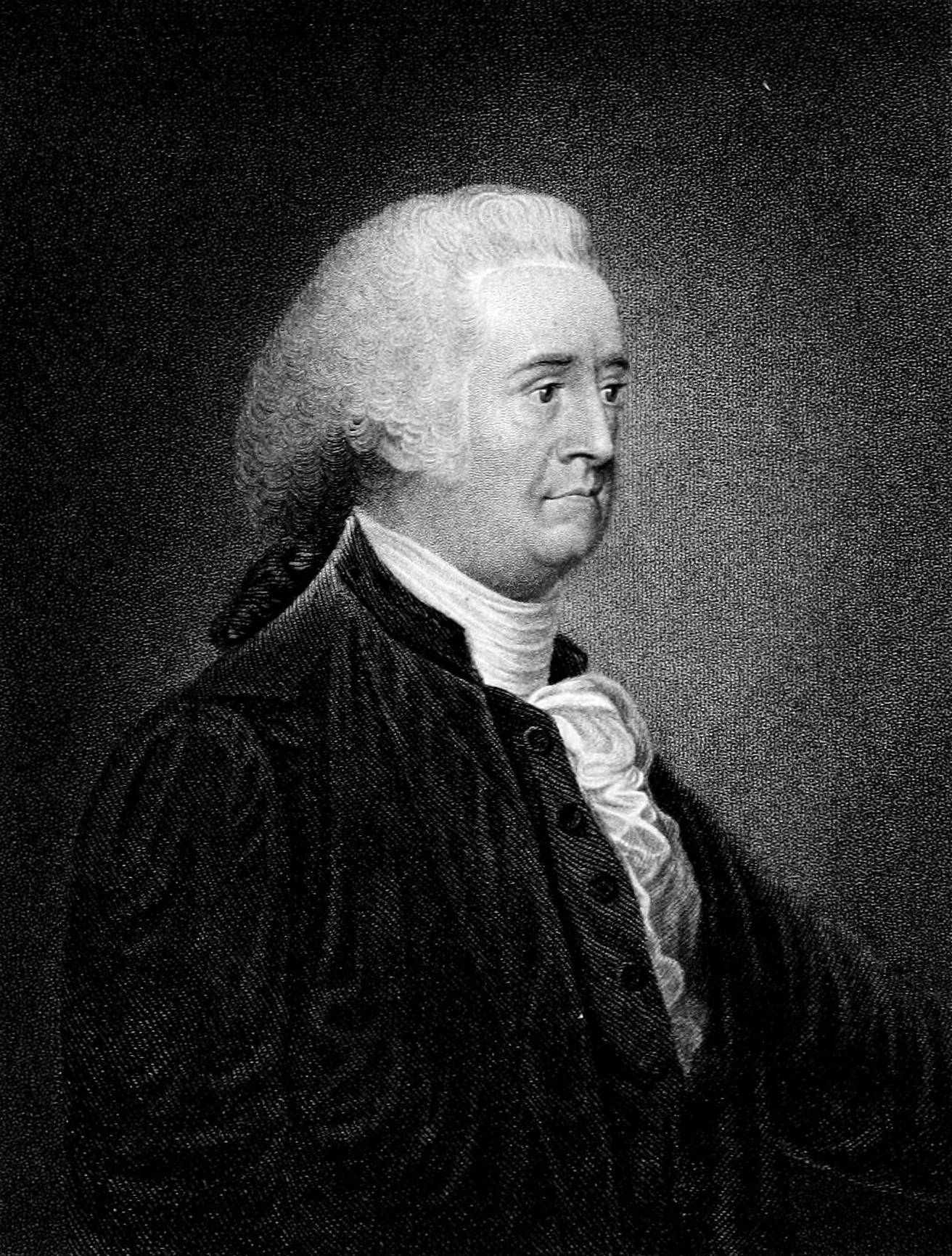
前 南卡罗莱纳州长 约翰·拉特利奇
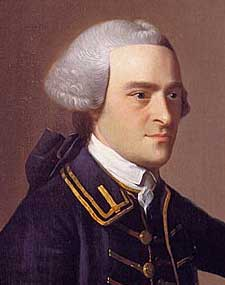
马萨诸塞州州长 约翰·汉考克
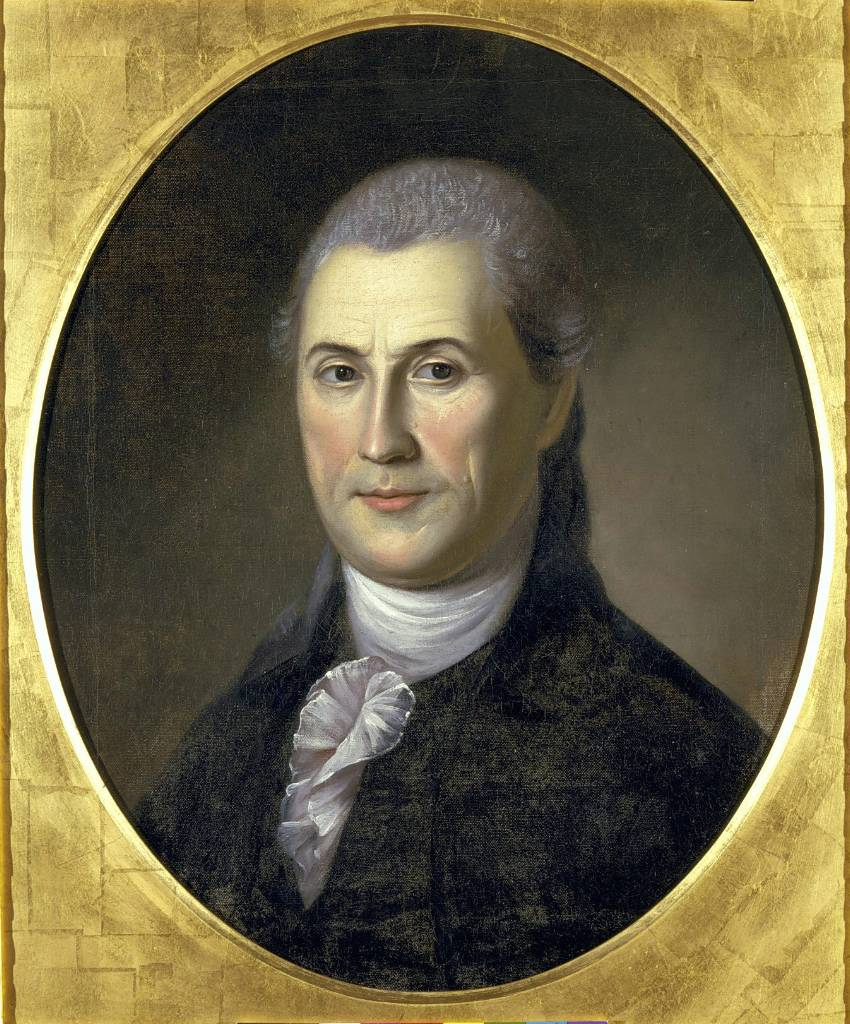
康涅狄格州州长 塞繆爾·亨廷頓
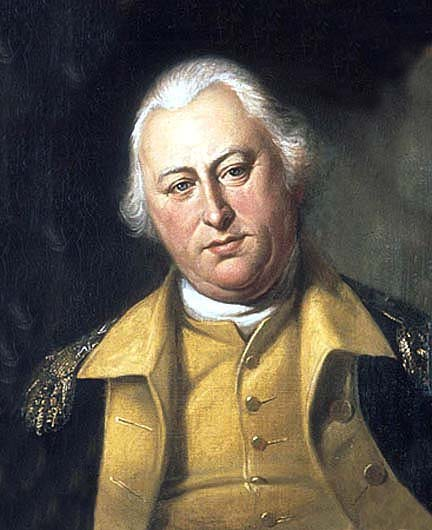
马萨诸塞州副州长 本杰明·林肯

### 反聯邦黨人候選人
- 喬治·克林頓，紐約州長。
- 愛德華·特爾費爾，喬治亞州前州長。

- 喬治·克林頓
（紐約）

## 大選过程
在規劃時沒有提名程序，因此憲法制定者假定華盛頓會在沒有對手的情況下當選。例如，亞歷山大·漢密爾頓在給華盛頓的一封信中代表了全國的意見，他試圖說服華盛頓離開他在弗農山的農場退休，擔任第一任總統，他寫道：」......您在國內和國外所處的光點，將對政府在您是否成為國家元首的選擇中開始運作的尊嚴性產生無限的影響。
另一個不確定因素是副總統一職的選擇，除了作為總統的指定繼任者和主持參議院之外，副總統一職沒有明確的工作描述。憲法規定，副總統一職由總統選舉中的第二名擔任。由於華盛頓來自維吉尼亞州，而維吉尼亞州是當時最大的州，因此許多人假設選舉人會從北方州選出一位副總統。在 1788 年 8 月的一封信中，美國駐法公使托馬斯·傑弗遜寫道，他認為來自馬薩諸塞州的約翰·亞當斯和約翰·漢考克是最優秀的競選人。傑斐遜建議約翰‧傑伊、約翰‧拉特里奇和来自維吉尼亞州的詹姆斯‧麥迪遜作為其他可能的候選人。 亞當斯獲得34張選舉人票，距離大多數還差一票 - 因為憲法在批准第十二修正案之前不要求在選舉團中獲得絕大多數票才能選出亞軍當選副總統，因此亞當斯當選副總統。
國會於1788年9月13日公佈了選舉程序，規定所有選舉人必須在1月的第一個星期三（1789年1月7日）選出，選舉人必須在2月的第一個星期三（2月4日）集合投票選出總統和副總統。新罕布什爾州和馬薩諸塞州分別在12月15日和12月18日舉行總統選舉人普選和國會代表選舉。在這兩個州，立法機關最終根據指定日期1月7日的投票結果選出選舉人。在特拉華州、馬里蘭州、賓夕法尼亞州和弗吉尼亞州，選舉人在1月7日由普選直接選出。在康涅狄格州、喬治亞州和南卡羅來納州，選舉人在1月7日由立法機關單獨指定，而在新澤西州，州長和議會在當天選出選舉人。紐約州的立法機關無法在1月7日之前就選舉人的選舉方法達成一致，因此該州無法任命任何選舉人。
投票人數只佔成年人口的低個位數百分比。儘管所有州都允許某種基本形式的普選，但只有六個批准州允許任何形式的普選，特別是總統選舉人的普選。在大多數州，只有白人男子可以投票，在許多州，只有那些擁有財產的人可以投票。北方四個州的自由黑人可以投票，新澤西州的婦女直到1804年才可以投票。在某些州，投票有名義上的宗教審查。例如，在馬薩諸塞州和康涅狄格州，公理會成立，由稅收支持。通訊和基礎設施的不完善，以及農耕對勞動力的要求，都妨礙了投票。選舉結束後兩個月才開始計票，華盛頓被通知當選總統。華盛頓花了八天時間從弗吉尼亞州前往紐約參加就職典禮。
在選舉人的遴選過程中，政治因素滲入其中，其中不乏謠言和陰謀。例如，漢密爾頓的目標是確保亞當斯在選舉人票中不會無意中追平華盛頓。此外，聯邦黨人散布謠言，說反聯邦黨人密謀推選理查德·亨利·李或帕特里克·亨利為總統，喬治·克林頓為副總統。然而，克林頓只獲得三張選舉人票。

## 選舉結果

### 普選票
| 得票數        | 得票率 |        |
| ------------- | ------ | ------ |
| 聯邦黨 得票   | 24,471 | 87.4%  |
| 反聯邦黨 得票 | 3,538  | 12.6%  |
| 合計          | 28,009 | 100.0% |

來源: U.S. President National Vote（页面存档备份，存于）. Our Campaigns（页面存档备份，存于）. (February 11, 2006).

說明:

(a) 在11個有資格進行選舉的州中，只有6個州是由各種形式的民眾投出的。

(b) 投票率不到1.8%。根據1790年的【人口普查】：300萬人口中，有240萬的自由人和60萬的被奴隸人。

(c) 那些確實經由民眾投票的州，都對選民要求須有一定的財產。

### 各州结果
| 康涅狄格州   | 7       | 无普选                     | 无普选                     | 7                          | 无普选                     | 无普选                     | -                          | -      | -      | - | -      |  |  |
| 特拉华州     | 3       | 522                        | 100.00                     | 3                          | 无选票                     | 无选票                     | -                          | 522    | 100.00 | - | [ 11 ] |  |  |
| 佐治亚州     | 5       | 无普选                     | 无普选                     | 5                          | 无普选                     | 无普选                     | -                          | -      | -      | - | -      |  |  |
| 马里兰州     | 6 (8)   | 7,665                      | 77.09                      | 6                          | 2,278                      | 22.91                      | -                          | 5,387  | 54.18  | 2 | [ 12 ] |  |  |
| 马萨诸塞州   | 10      | 4,477                      | 97.14                      | 10                         | 132                        | 2.86                       | -                          | 4345   | 94.28  | - | [ 13 ] |  |  |
| 新罕布什尔州 | 5       | 1,759                      | 100.00                     | 5                          | 无选票                     | 无选票                     | -                          | 1,759  | 100.00 | - | [ 14 ] |  |  |
| 新泽西州     | 6       | 无普选                     | 无普选                     | 6                          | 无普选                     | 无普选                     | -                          | -      | -      | - | -      |  |  |
| 纽约州       | 0 (8)   | 立法机关没有按时选出选举人 | 立法机关没有按时选出选举人 | 立法机关没有按时选出选举人 | 立法机关没有按时选出选举人 | 立法机关没有按时选出选举人 | 立法机关没有按时选出选举人 | -      | -      | - | -      |  |  |
| 北卡罗莱纳州 | 0 (7)   | 尚未批准宪法               | 尚未批准宪法               | 尚未批准宪法               | 尚未批准宪法               | 尚未批准宪法               | 尚未批准宪法               | -      | -      | - | -      |  |  |
| 宾夕法尼亚州 | 10      | 6,711                      | 90.90                      | 10                         | 672                        | 9.10                       | -                          | 6,039  | 81.80  | - | [ 15 ] |  |  |
| 罗德岛州     | 0 (3)   | 尚未批准宪法               | 尚未批准宪法               | 尚未批准宪法               | 尚未批准宪法               | 尚未批准宪法               | 尚未批准宪法               | -      | -      | - | -      |  |  |
| 南卡罗莱纳州 | 7       | 无普选                     | 无普选                     | 7                          | 无普选                     | 无普选                     | -                          | -      | -      | - | -      |  |  |
| 弗吉尼亚州   | 10 (12) | 3,337                      | 87.98                      | 10                         | 456                        | 12.02                      | -                          | 2,881  | 75.96  | 2 | [ 16 ] |  |  |
| 总得票       | 69 (91) | 24,471                     | 87.37                      | 69                         | 3,538                      | 12.63                      | 0                          | 19,459 | 64.78  | 4 |        |  |  |
| 胜出所需     | 35 (46) |                            |                            |                            |                            |                            |                            |        |        |   |        |  |  |

### 選舉人票
| 總統候選人                        | 黨派     | 州別       | 得票數 | 備註                         |
| --------------------------------- | -------- | ---------- | ------ | ---------------------------- |
| 喬治·華盛頓                       | 無黨籍   | 維吉尼亞   | 69     | 全票通過                     |
| 約翰·亞當斯                       | 聯邦黨   | 麻薩諸塞   | 34     | 第二任總統                   |
| 約翰·傑伊                         | 聯邦黨   | 紐約       | 9      | 第一位首席大法官             |
| 羅伯特·哈里森(Robert H. Harrison) | 聯邦黨   | 馬里蘭     | 6      | 陸軍上校                     |
| 約翰·拉特利奇                     | 聯邦黨   | 南卡罗来纳 | 6      | 第二位首席大法官             |
| 約翰·漢考克                       | 聯邦黨   | 麻薩諸塞   | 4      | 第一個在獨立宣言簽名的人     |
| 喬治·柯林頓                       | 反聯邦黨 | 紐約       | 3      | 紐約州長                     |
| 山繆爾·亨廷頓(Samuel Huntington)  | 聯邦黨   | 康乃狄克   | 2      | 大陸會議主席(1774.9-1788.11) |
| 約翰·彌爾頓(John Milton)          | 聯邦黨   | 喬治亞     | 2      | 戰爭英雄、首任喬治亞州務卿   |
| 詹姆士·阿姆斯壯(James Armstrong)  | 聯邦黨   | 喬治亞     | 1      | 戰爭英雄、喬治亞州眾議員     |
| 班傑明·林肯(Benjamin Lincoln)     | 聯邦黨   | 麻薩諸塞   | 1      | 戰爭英雄、華盛頓的助手       |
| 愛德華·泰爾費爾(Edward Telfair)   | 反聯邦黨 | 喬治亞     | 1      | 喬治亞州長、大陸議會成員     |

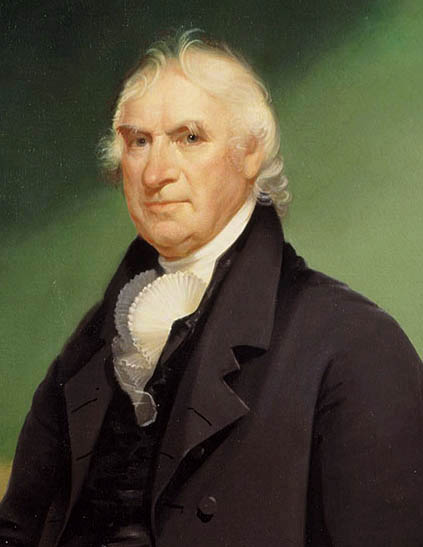
喬治·克林頓 （紐約）

說明：

(d) 紐約州的立法機關未能及時派出其8名選舉人，因此少了這8張票。

(e) 馬里蘭州的2名選舉人沒有投票。

(f) 維吉尼亞州的1名選舉人沒有投票、另有1名選舉人沒有選出。